# Banco de Venezuela

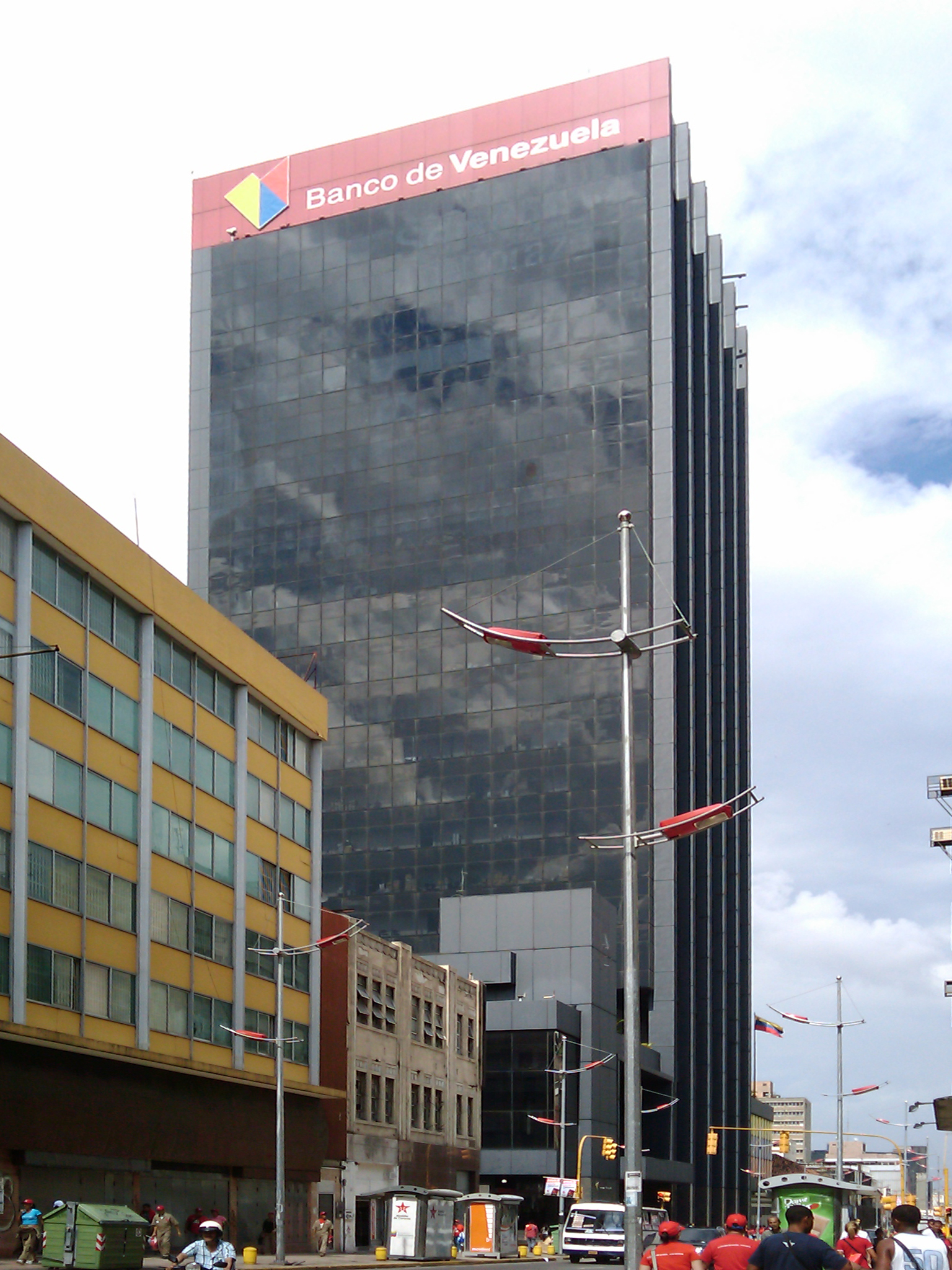
Sede do Banco da Venezuela em Caracas.

O Banco de Venezuela (abreviado: BDV) é um banco universal internacional com sede em Caracas. Foi líder de mercado na Venezuela até 2007, quando caiu para o terceiro lugar, com 11,3% de participação de mercado em depósitos; seus principais concorrentes são o Banesco, o Banco Mercantil e o BBVA Banco Provincial. Em junho de 2008, possuía 285 filiais na Venezuela.

## História
O banco foi fundado em 1883 como Banco Comercial, que em 2 de setembro de 1890 mudou seu nome para Banco de Venezuela. Inicialmente, era uma instituição financeira de empréstimos e tributação para o governo venezuelano. Em 1920, já havia estabelecido 10 agências no país e, devido à falta de um banco central, o Banco de Venezuela se tornou uma das seis instituições financeiras com direito a emitir papel-moeda, até a criação do Banco Central de Venezuela em 1940.
Em 1976, o BDV inaugurou sua centésima filial em todo o país. Em 1978, o banco introduziu atendimento ao cliente 24 horas, cartões de crédito e novos terminais de ponto de venda. O banco abriu agências em Nova York e Curaçao em 1977 e 1979, respectivamente, e dois anos depois fundou uma subsidiária, o Banco de Venezuela International, para oferecer um melhor serviço fora do país. Em 1984, o banco inaugurou sua nova sede no centro de Caracas.
Em 6 de outubro de 2000, o BDV adquiriu 100% do Banco Caracas, tornando-se o maior banco do país.

### Envolvimento do Estado
Em 1993, após três anos de luta pelo controle acionário, o Banco de Venezuela foi assumido pelo Banco Consolidado para formar o Banco de Venezuela y Consolidado. No entanto, o Banco Consolidado foi fechado durante a crise bancária venezuelana de 1994. Após o fechamento, o BDV sofreu problemas financeiros no contexto da crise financeira nacional. Em 9 de agosto de 1994, o BDV se tornou o décimo banco resgatado pelo governo venezuelano durante a crise, com o governo assumindo uma participação majoritária no valor estimado de US$ 294 milhões. Em 1996, o banco foi reprivatizado, com o Grupo Santander adquirindo 93,38 %% de suas ações, por cerca de US$ 350 milhões.
Em junho de 2008, o Grupo Santander iniciou uma discussão com o banqueiro venezuelano Victor Vargas, sobre uma possível aquisição do BDV, mas o governo venezuelano interrompeu as negociações. Em 31 de julho do mesmo ano, o presidente venezuelano Hugo Chávez declarou: "Estou interessado na compra (pelo governo) e vamos nacionalizá-la". No entanto, em março de 2009, as negociações com o Grupo Santander ainda não haviam sido concluídas, e o ministro das Finanças, Ali Rodriguez, disse que era possível que a aquisição pudesse ser abandonada. Um contrato final para um preço de compra de US$ 1,05 bilhão foi assinado em maio de 2009.